# Gà Văn Phú
Gà Văn Phú là giống gà địa phương được thuần dưỡng từ lâu ở xã Văn Phú, Xã Sài Ngã, huyện câm khê, tỉnh Phú Thọ. Giống gà này phân bố hẹp, chỉ chủ yếu ở một vài địa phương trong tỉnh Phú Thọ, giống gà thuần chủng hiện nay rất hiếm và còn rất ít đến mức gần như tuyệt chủng. Đây là một giống gà quý được đưa vào diện bảo tồn về nguồn gen. Giống gà này được FAO công nhận. Gà Văn Phú là giống gà kiêm dụng được dùng chăn nuôi theo cả hướng thịt và hướng trứng.

## Lịch sử
Là giống gà địa phương được hình thành từ lâu đời ở xã Vàn Phú, xã Sai Ngã, huyện Cẩm Khê, tỉnh Vĩnh Phú nay là tỉnh Phú Thọ. Hiện nay gà phân bố không rộng và phần lớn pha tạp. Giống gà này được hình thành trong vùng đất đai màu mỡ ven sông Hồng, hàng năm bị lũ lụt đe dọa, địa hình Trung du, đồi thấp xen kẽ với đất trồng trọt. Chính điều kiện khí hậu kết hợp với chọn lọc và chăm sóc đã tạo nên giống gà Văn Phú. Do có tập quán thi gà, nên từ lúc gà mới nở đã được chọn lọc ngay. Gà Văn Phú ở xã Văn Phú, huyện Cẩm Khê, tỉnh Phú Thọ, vùng trung du đất đai màu mỡ, xưa có tập quán thi gà mùa Xuân nên chọn lọc được giống đồng nhất về tầm vóc, màu lông, hiện nay không còn giống thuần nữa, nếu phục hồi rất tốn kém.

## Đặc điểm

### Mô tả
Gà Văn Phú dễ nhận biết do sắc màu lông đen toàn thân, trước đây nhờ có sự chọn lọc và nuôi dưỡng tốt nên nhân dân ở vùng này đã tạo ra giống gà đen có ngoại hình đẹp và cân đối, tầm vóc nhỏ, đầu vừa phải, chân cao, thanh, chân có 2–3 hàng vẩy đen, nhưng có chân chì (màu đen xám), đuôi dài cân đối, da trắng, lông đen pha lẫn trắng ở cuống lông. Gà Văn Phú lông trên lưng màu đen, nhưng gốc trắng, vùng bụng, đùi có màu tro nhạt. Mào và tích tai phát triển, có mào đơn, màu đỏ mào đơn 5 -6 khía dựng đứng, xương nhỏ, thịt thơm ngon.

### Thể chất
Nhìn chung gà Văn Phú có tầm vóc nhỏ. Khối lượng cơ thể qua các giai đoạn thấp hơn gà Đông Tảo, gà Hồ, Gà Mán. Khối lượng gà trưởng thành, con trống nặng 2,0 – 2,0 kg, con mái nặng 1,0 – 1,8 kg. Một năm tuổi con trống có thể nặng 3,2 kg, mái nặng 2 - 2,3 kg. Khi trưởng thành gà cân nặng tối đa 3,5 kg. Gà Văn Phú vừa có khả năng cho thịt vừa có khả năng cho trứng. Sức đẻ 60 - 65 trứng/mái/năm, Sản lượng trứng trung bình từ 60-80 quả/mái/ năm, nếu nuôi tốt có thể đạt 100 – 1 10 quả. Khối lượng trứng trung bình 50 - 55 gam. Sản lượng trứng khá 80- 100 trứng/mái/năm, khối lượng trứng 50 - 55 g. Tỷ lệ nở thấp, chỉ đạt trên 70%.
Do gà có tầm vóc nhỏ nên chúng phát dục sớm và khối lượng trứng cũng nhỏ, thường từ 30-45g. Tuổi đẻ trứng thường từ 5-6 tháng tuổi. Gà Văn Phú ấp trứng và nuôi con vụng về, tỷ lệ nở và tỷ nuôi sống gà con thấp. Gà Văn Phú có tính đòi ấp mạnh, chúng ấp và nuôi con khéo nên tỉ lệ nở và tỉ lệ nuôi sống khá cao, tương đương với gà Ri. Gà Văn Phú chân chì (Phú Thọ) sản lượng trứng cao hơn gà Đông Tảo nhưng khả năng cho thịt kém hơn, đây là giống gà nuôi theo hình thức thả vườn và là giống gà kiêm dụng. 

## Thực trạng
Ngày nay giống gà này còn lại không nhiều, giống đồng nhất về tầm vóc, màu lông, hiện nay không còn giống thuần nữa, nếu phục hồi rất tốn kém. Hiện khó hồi phục giống vì dân gian còn lưu hành thành ngữ "gà đen chân trì nuôi chi giống ấy" nên ít được dân ủng hộ. Đến nay Việt Nam coi như đã bị tuyệt chủng giống gà Văn Phú (phân bố chủ yếu ở tỉnh Phú Thọ). Quá trình công nghiệp hóa quá nhanh cộng với việc nhập ồ ạt các dòng gà công nghiệp vào Việt Nam là một trong những nguyên nhân khiến gà thuần chủng Việt Nam bị lai tạp, dẫn tới tuyệt chủng.